# جي بي أدريا موبيل 2016
جي بي أدريا موبيل 2016 (بالسلوفينية: VN Adria Mobil 2016 )‏ هو سباق دراجات هوائية، وهو الموسم رقم 2 من نفس السباق، وأقيم في 3 أبريل 2016، وامتدّ لمسافة 176.6 كيلومتر، وهو أحد سباقات طواف أوروبا للدراجات 2016، وهو من نوع سباق الدراجات، وقد شارك في السباق 150 متسابقاً ووصل إلى نهايته 70 متسابقاً.
فاز فيه بالمركز الأول فيليبو فورتين، وبالمركز الثاني Alberto Cecchin ‏، وبالمركز الثالث Eugenio Bani ‏.

## الفائزون
| الترتيب | الفائز           |
| ------- | ---------------- |
| الفائز  | فيليبو فورتين    |
| الثاني  | Alberto Cecchin ‏ |
| الثالث  | Eugenio Bani ‏    |

## وصلات خارجية
- الموقع الرسمي
- جي بي أدريا موبيل 2016 على موقع إحصائيات الدراجات الإحترافية (الإنجليزية)